# Victor Hensen
Christian Andreas Victor Hensen (Schleswig, 10 de febrero de 1835 - Kiel, 5 de abril de 1924) fue un médico, zoólogo, botánico, algólogo, y planctólogo alemán. Acuñó el término plancton, y sentó las bases de la oceanografía biológica.
En 1888, con la dirección técnica de Karl Brandt de la Expedición sobre plancton de la Fundación Alexander von Humboldt bajo la supevisión de Victor Hensen.

## Biografía
Era originario de Schleswig. Estudió medicina en las universidades de Würzburg, Berlín (estudió con Müller) y en Kiel. En 1859, recibió su doctorado en Kiel con una tesis sobre epilepsia y secreciones urinarias.
De 1871 a 1891, fue profesor de fisiología en Kiel. Durante ese tiempo, fue director de cinco expediciones de biología marina al Báltico y al mar del Norte, así como al océano Atlántico.
Además trabajó en embriología y anatomía. Descubrió una estructura en el oído, el ducto de Hensen (o canal de Hensen; también células de Hensen, franja de Hensen), y una estructura esencial para el desarrollo de aves, el nódulo de Hensen y línea de Hensen

## Algunas publicaciones
- Zur Morphologie der Schnecke des Menschen und der Säugethiere 1863
- Ueber die Befischung der deutschen Küsten, Wiegandt, Hempel und Parey, Berlín 1874
- Die Plankton-Expedition und Haeckels Darwinismus. Ueber einige Aufgaben und Ziele der beschreibenden Naturwissenschaften, Lipsius und Tischer, Kiel 1891
- Ergebnisse der Plankton-Expedition der Humboldt-Stiftung, 5 v. (52 envíos) Lipsius & Tischer, Kiel & Leipzig 1992–1912 (ed.)

### Como editor
- Nordisches Plankton (8 v.) Lipsius und Tischer, Kiel und Leipzig 1901–1942. Ed. Karl Brandt) -- Nordic plankton.

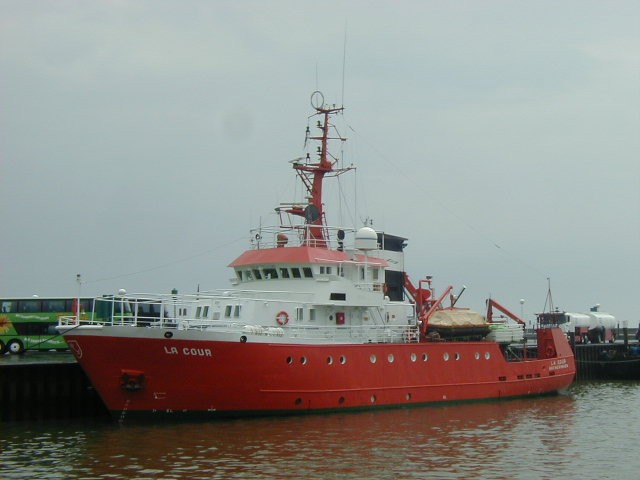
La nave La Cour Victor Hensen

## Reconocimientos
- 1867, es elegido miembro de la Casa de los Representantes de Prusia, para el fomento de los estudios oceánicos. Por su iniciativa, se funda la Comisión Real Prusiana para la Exploración de los Océanos.

### Eponimia
- RV VICTOR HENSEN buque de investigación nombrado en su honor.[1]